# Nganasans
Os Nganasans são um grupo indígena da Península de Taimir, na Sibéria central, pertencente aos povos samoiedos . Na Rússia são reconhecidos como sendo um dos povos indígenas do norte russo. Eles residem principalmente nos assentamentos de Ust-Avam, Volachanka e Novaya no Distrito de Taymyrsky Dolgano-Nenetsky no Krai de Krasnoiarsk, com uma pequena população residindo nas cidades de Dudinka e Norilsk.
Os Nganasans podem ser os descendentes dos povos paleossiberianos, que foram assimilados pelos migrantes Samoiedos do sul, e passaram a absolver vários vizinhos tungúsicos. Seu modo de vida é, tradicionalmente, semi-nômade cuja principal subsistência é a caça de renas selvagens, ao contrários dos Nenets, que criam renas.
No começo do século XVII, os Nganasans foram sujeitados ao sistema yasak da Rússia Czarista. Mesmo assim, eles viveram relativamente independentes até meados de 1970, quando eles foram movidos para os atuais assentamentos, que estão localizados na fronteira ao sul de suas rotas históricas.
Não há um número exato de quanto Nganasans vivem na Rússia e, segundo o Censo russo de 2002 há 862 indivíduos. No entanto, os estudiosos que trabalham sobre a população Nganasans estimam que sua população é de aproximadamente 1,000 pessoas. Historicamente, a língua nganasan e um Pidgin Taimir russo são as únicas línguas faladas entre os Nganasan, mas com o aumento na educação e na criação de vilas, o russo se tornou a primeira língua de muitos Nganasans e a idioma dolgan é também falado por muitos Nganasans que vivem em vilas mistas, como a Ust-Avam. A língua Nganasan é considerada seriamente em risco de desaparecer e se estima que aproximadamente existam 500 Nganasan que falam o idioma, com uma proficiência muito limitada entre os indivíduos de até 18 anos.

## Etimologia
Os Nganasans referem-se a si mesmo, na língua russa, como Samoiedos, mas também utilizam esse termo para se referirem aos Enets, ao invés de referirem a si mesmo como "Povo Avam". Para os Nganasans, o termo Samoiedo significa ngano-nganasana, o que quer dizer "pessoa de verdade" na língua nganasan, e isso se refere ambas as tribos e aos seus vizinhos Madu Enets. No entanto, em sua própria língua, os Avam Nganasans referem-se a si mesmo como nya-tansa(tribo camarada), enquanto que os Vadeyev Nganasans do leste pferem se autodenominar como a'sa (irmão), mas também de Evenkis ou Dolgans. Os Nganasans foram conhecidos inicialmente, pelos russos, como Tavgi Samoyeds ou Tavgis, que deriva da palavra tavgy da língua nenets. Após a Revolução Russa, os Nganasans adotaram o atual nome

## Geografia
Os Nganasans são o grupo étnico mais ao norte da Eurásia e da Rússia, habitantes históricos da tundra na Península de Taimir. A região que eles habitavam ocupava uma área de mais de 100,000 km2, do rio Golchikha no oeste até o Golfo de Khatanga no leste, e do Lago Taimir no norte ao rio Dudypta ao sul. As áreas de caças dos Nganasans também coincidem com as dos Dolgans à leste e a dos Enets à oeste. No inverno, eles residem ao sul da península na fronteira da linha das árvores do Ártico, e durante o verão eles seguem as manadas de renas por mais de 750 km para o norte, muitas vezes ultrapassando as Montanhas Byrranga .

## História

### Origens
Os Nganasans são considerados, pela maioria dos etnógrafos que os estudaram, por terem surgido como um grupo durante a migração dos povos samoiedos vindos do sul para a Península de Taimir. Nessa região eles se depararam com os povos paleossiberianos, o qual foram assimilados culturalmente pelos recém-chegados. Conforme as pesquisas realizadas pelo etnógrafo B. O. Dolgikh, um grupo dos Samoiedos se relacionou com os paleossiberianos que viviam entre os rios Taz e Ienissei, formando um grupo que foi referido como Corvos Samoiedos. Outro grupo se relacionou com os paleossiberianos que habitavam o Rio Pyasina e formaram um outro grupo chamado Águias-Samoiedos. Subseqüentemente, um grupo de povos tungúsicos migrou para a região perto do Lago Pyasino e o Rio Avam, onde eles foram aculturados pelos Samoiedos, formando um novo grupo chamado de Tidiris. Havia um outro grupo de povos tungúsicos chamados Tavgs, que viviam ao longo da bacia dos rios Khatanga e Anabar, e que tiveram contato com os Samoiedos e incorporaram a sua língua e criaram o seu próprio dialeto Tavg Samoiedo. Através de documentos históricos, sabe-se que os ancestrais dos atuais Nganasans também habitaram territórios mais ao sul. Em um livro de registro de pagamentos Yasak, localizado na cidade de Mangazeya, lista pagamentos feitos em Zibelina, um animal que não habita as tundras onde os atuais Nganasans vivem.
Em meados do séculos XVII, os povos tungúsicos começaram a pressionar alguns grupos samoiedos para o norte, além da tundra da Península de Taimir, onde eles emergiram como uma única tribo chamada "Avam Nganasans". Como os Tavgs eram o maior grupo samoiedo no momento dessa fusão, seus dialeto formaram a base da língua nganasan atual. No final do século XIX, um grupo de tungúsicos chamados Vanyadyrs também migrou para o leste da península de Taimir, onde foram assimilados pelos Avam Nganasans, resultando na tribo que atualmente é chamada de Vadeyev Nganasans. Ainda no século XIX, um membro dos Dolgans, um povo turco que vivia à leste dos Nganasans, também foi incorporado pelos Nganasans e seus descendentes formaram um clã epónimo, que atualmente, embora seja linguisticamente Samoiedo, ainda são considerados como Dolgan na origem.

### Contato com os Russos
O primeiro contato com os russos foi no início do século XVII, e após uma certa resistência, começaram a pagar tributos ao Czar em forma de pele de zibelina dentro do sistema yasak em 1618. Coletores de tributos se estabeleceram no "Alojamento de Inverno Avam", na confluência do Rio Avam e do Rio Dudypta, o qual é o atual assentamento de Ust-Avam. Os Nganasans também tentaram evitar o pagamento do yasak mudando os nomes que eles davam aos russo. As relações entre os russos e os Nganasans não eram sempre pacíficas. Em 1666, os Nganasans emboscaram e mataram coletores de yasak, soldados, comerciantes e seus intérpretes em três ocasiões diferentes, roubando as peles de zibelina e tomando posse do que lhes pertencia. Ao longo desse ano, 35 homens foram mortos pelos Nganasans.
Os Nganasans possuem pouco contato direto com os mercadores e, ao contrário da maioria dos povos indígenas da Sibéria, eles nunca foram batizados ou contactados por missionários. Alguns Nganasans comerciam diretamente com os russos, enquanto que outros fazem via os Dolgans. Eles usualmente trocam peles de zibelina por álcool, tabaco, chá e várias ferramentas, produtos que rapidamente integrados na cultura Nganasan. Outra importação da Rússia foram as doenças. Na década de 1830, e novamente em 1907 à 1908, os Nganasans sofreram com uma epidemia de varíola.

### União Soviética
O seu primeiro contato com os soviéticos foi em torno de 1930, quando o governo instituiu um programa de coletivização. Os soviéticos haviam diagnosticado que 11% das famílias possuiam 60% da carne de veado, enquanto que os demais 66% possuiam apenas 17% da carne, e remediaram isso através da coletivização das propriedades que criavam renas - os Kolkhoz - em torno do qual os Nganasan foram assentados. Isso representou uma grande mudança no estilo de vida entre os Nganasans, que tinham como a caça de renas o seu sustento principal, foram forçados a expandir o seu pequeno criadouro de renas domesticadas que eram, anteriormente, utilizadas somente para transporte ou alimentação em períodos de escassez. Afora isso, os soviéticos tiveram grande interesse nos Nganasans como um povo e em 1930 vários etnógrafos começaram a estudar os seus costumes.
Apesar da coletivização e da instituição do kolkhoz, os Nganasans conseguiram manter o seu estilo de vida semi-nômade seguindo as hordas de renas domesticadas até meados de 1970, quando o Estado os assentou junto aos Dolgans e Enets em três diferentes vilas construídas: Ust-Avam, Volochanka e Novaya. O kolkhoz Nganasan foi estruturado para criar as vilas e, posteriormente, assenta-los nos mesmo. Mas os Nganasans trocaram o emprego nos kolkhozes para trabalhar para gospromkhoz Taymirsky, o empreendimento de caça do governo que supria de carne o florescente centro industrial de Norilsk. Em torno de 1978 todas as criações de renas foram encerradas e com a nova instalação soviética, o rendimento de renas selvagens chegou à 50,000 cabeças na década de 1980. A maioria dos homens Nganasans foram empregados como caçadores e as mulheres trabalhavam como professoras ou como costureiras, decorando botas feitas de couro de rena. As crianças Nganasan começaram a educação no sistema de ensino russo, seguindo até ensino médio. O plano econômico soviético beneficiou os Nganasan providenciando os assentamentos com adequados salários, maquinários, bem de consumo e educação, permitindo aos Nganasans obterem um relativo alto padrão de vida no final da década de 1980.

## Religião
A religião tradicional dos Nganasans é o animismo e o xamanismo, e isso se mantém relativamente livre de influências externas devido ao isolamento geográfico de sua população.